# Erythraea Fossa
L'Erythraea Fossa è una struttura geologica della superficie di Marte.